# Muteking
Muteking (とんでも戦士ムテキング?, Tondemo Senshi Muteking) è un anime giapponese diretto da Seitarô Hara e prodotto dalla Tatsunoko nel 1980 in 56 episodi. La serie è stata trasmessa dal network Fuji TV a partire da settembre 1980.
Nel 2019 è stato annunciato un reboot della serie intitolato Muteking the Dancing Hero, andato in onda dal 3 ottobre 2021.

## Trama
Il protagonista è Takoro, un alieno dall'aspetto simile a un polpo rosa proveniente da un lontano pianeta chiamato Tako. Takoro è il vice-sceriffo della polizia locale che sta inseguendo un gruppo di pericolosi criminali intergalattici, quattro piovre nere che si fanno chiamare i Fratelli Piovra. Durante il suo inseguimento, il mezzo delle piovre nere precipita sulla Terra e così anche il povero Takoro: l'astronave precipita in America, per la precisione a San Francisco, nella casa di uno strambo inventore e della sua famiglia. Takoro si presenta e spiega la sua missione: catturare i Fratelli Piovra e riportarli in catene sul suo pianeta. Ha quindi l'idea di farsi aiutare dal dodicenne Linn nella sua missione: grazie ad uno speciale raggio che solo Takoro può emettere, Linn in un batter d'occhio si trasforma in Muteking, uno straordinario guerriero intergalattico che combatte su un paio di pattini a rotelle e che riesce a mandare all'aria i piani di conquista che i Fratelli Piovra hanno nei confronti del pianeta Terra e dei suoi abitanti.
Dopo tante peripezie, Takoro riuscirà a catturare i fratelli Piovra: il successo sarà guastato però dal dover ormai abbandonare quella che per lui era una famiglia.
Il capo della polizia di Tako ha però una sorpresa in serbo per lui: come premio per i suoi sforzi, a Takoro viene affidata la pattuglia sulla Terra, in modo da poter stare per sempre con il suo migliore amico Linn.

## Personaggi
I nomi si riferiscono alla versione italiana del cartone.
Muteking: Il protagonista della storia. Veste come uno skater americano ma con un costume stravagante di colore rosso, giallo e blu. Porta un paio di pattini a rotelle e la sua arma è un'asta allungabile con cui sconfigge i Fratelli Piovra. Solo Takoro può evocarlo, visto che Muteking non è altri che Linn trasformato da uno speciale raggio emesso dalla bocca del polpo.
Takoro: Giovane polpo di colore rosa proveniente dal lontano pianeta Tako, in cui gli abitanti hanno un aspetto simile al suo, è il vice-sceriffo della polizia locale ed ha il compito di arrestare i fratelli Piovra. Solo così potrà aspirare al posto di sceriffo. È un tipo tenace, determinato ma anche maldestro e alle volte finisce per mettersi nei guai, dai quali esce anche grazie all'aiuto di Muteking. Nonostante il suo aspetto, ha una fortissima attrazione per le ragazze umane, in particolare per una certa Sayuri (quando stanno a San Francisco) e poi per una certa Seiko (nella seconda parte della serie, quando la famiglia di Linn trasloca in Giappone).
Linn: Ragazzino americano di 12 anni, è il migliore amico di Takoro e l'unico che possa vantare un segreto: è lui infatti Muteking, il sorprendente guerriero che protegge la Terra dall'attacco degli invasori. Quando non è nella sua forma segreta, Linn fa tutto quello che fa un normale ragazzino: andare a scuola, passeggiare con gli amici e fare lunghe pattinate per il parco e andare dietro alle ragazze.
Il Professore: Padre di Linn e Sonny, è uno strambo scienziato e astronomo che, sapendo che Takoro viene da un altro pianeta, cerca di scoprire tutto il possibile sul pianeta Tako. Ha un laboratorio sotterraneo dentro il quale c'è un enorme telescopio e una miriade d'incredibili invenzioni.
Koaru: Madre di Linn e Sonny, è il capo della polizia di San Francisco: tanto sexy quanto determinata a ripulire le strade dal marcio, crede nel suo lavoro e molte volte lo prende così sul serio da arrabbiarsi per un nonnulla. Non crede nell'esistenza di Muteking e, quando il figlio Linn prova a dirglielo, lei lo rimprovera dicendogli che guarda troppa televisione.
Sonny: Il fratello maggiore di Linn. Poliziotto anche lui, collega di Koaru, si crede un abile detective ma è così imbranato che si fa scappare i criminali sotto al naso. Nonostante ciò, alle volte riesce ad arrestare i Fratelli Piovra, che però riescono ad evadere grazie ai loro poteri di metamorfosi. Considera i Fratelli Piovra come una spietata organizzazione terroristica internazionale.
Michi: Michi è una ragazzina di 6 anni figlia di un grande amico del dottor Yuki che però morì quando la ragazzina era molto piccola e quindi fu presa come figlia adottiva dalla famiglia Yuki. Anche a lei, come al fratello adottivo Linn, piace andare sui pattini. È forse il primo amore di Takoro, visto che lui le va molto dietro.
Nubon: Cane antropomorfo col dono della parola, Nubon vede in Takoro una sorta di rivale in amore visto che, prima del suo arrivo, Michi rivolgeva le sue attenzioni a lui. Nonostante le litigate, però, Nubon si diverte con Takoro.
Takokiki: Il leader dei Fratelli Piovra nonché il maggiore dei quattro. È simile ad una piovra di colore nero, con cinque tentacoli (così come anche il resto del suoi fratelli). Ha una sorta di fascia rossa sulla testa e gli piace il suo ruolo di capo. Takokiki è il violento del gruppo, che dà in escandescenze facilmente ma che ha anche un lato buono che però usa solamente con la sorella Takomi. Come i suoi fratelli è in grado di trasformarsi in umano.
Takomaro: Membro dei Fratelli Piovra anche se il suo capo aspetto slanciato ricorda molto quello di un calamaro o una seppia. Takomaro, che ha una fascia gialla sulla testa, è il membro più intelligente della famiglia, capace di stare ore e ore sui libri terrestri alla ricerca di qualche espediente per aiutare i fratelli nel soggiogare la Terra. Gira sempre con un fucile laser a tracolla.
Takosaku: Il terzo dei Fratelli Piovra e anche il più piccolo dei maschi in quanto a statura. Takosaku è il più calmo del gruppo, ma anche il più giocherellone. Ha una fascia blu sulla testa.
Takomi: La minore dei Fratelli Piovra e l'unica femmina, viene trattata come una regina proprio in quanto donna. Romantica sognatrice, cova un amore viscerale per Muteking nonostante il dissenso dei suoi fratelli e sogna sempre di poterlo sposare. Nell'ultima puntata, però, si troverà costretta ad affrontarlo in duello (trasformandosi in Lady Oscar) perché non riesce a odiare i suoi fratelli nonostante la vita che facciano. Però sarà proprio quello il momento adatto in cui dichiarerà a Muteking l'amore che prova per lui. Tuttavia sembra che anche Muteking ricambi in qualche modo l'amore che la piovra sente per lui: nell'episodio 28, addirittura le scrive, con un pennarello sul vetro, la scritta LOVE.
Il Narratore: È una sorta di robot che cambia a seconda della serie: nella prima parte è vestito alla occidentale e reca la scritta luminosa DISCO sulla testa, mentre nella seconda parte veste con un kimono tradizionale e la scritta DISCO viene sostituita da ideogrammi giapponesi.

## Personaggi secondari
I Mostri: Compaiono a partire dal decimo episodio sino alla fine della prima parte della serie, ambientata a San Francisco, quando i fratelli Piovra decidono di usare come covo un vecchio maniero abbandonato e fatiscente. In tutto sono cinque: il conte Dracula, un vampiro che, contrariamente al solito, ha una dieta a base di succo di pomodoro; il mostro di Frankenstein, un bestione alto e robusto; la Mummia di un innominato faraone egizio; un uomo-lupo; una vampira dall'aspetto grassoccio (gli ultimi due mostri non si vedono molto spesso).
Hanno un angolo tutto loro, nell'anime, dove ballano Il Rock dei Mostri (in giapponese Monster Time), un'orecchiabile melodia rock che si contrappone alle atmosfere più pop della Danza delle Piovre Nere dei Fratelli Piovra.
Le Piccole Piovre: Un esercito di polpetti che aiutano i fratelli Piovra nelle loro operazioni. Possono trasformarsi in soldatini.
Sayuri: Compare nella prima parte della serie. È una ragazza amica di Linn, bionda e molto bella, per la quale Takoro perde subito la testa. Sayuri sembra divertita dalle avances del polpetto, per niente intimorita dal suo aspetto. Tuttavia la ragazza ha un segreto: è stata, anche se per una volta, Mutequeen, la controparte femminile di Muteking (provocando i bollenti spiriti dei tre fratelli Piovra e l'ira di Takomi). Questo fatto è dovuto ad un errore di Takoro, errore a cui ha presto rimediato.
Seiko: Compare nella seconda parte della serie. È la tipica bellezza giapponese ideale, da geisha. La ragazza non prova attrazione per Takoro, ma ciò non significa che non gli sia amica.
Il Capo della Polizia del pianeta Tako: Compare nell'ultima puntata per verificare se Takoro ha arrestato i fratelli Piovra o no. Una volta ultimato il lavoro, come premio, il Capo dà a Takoro, oltre che la stella di sceriffo, anche un incarico speciale per rimanere sulla Terra con i suoi amici, smentendo quello che si diceva di lui, ossia che "fosse tanto severo, e invece è così buono".
I genitori di Takoro: Due piovre di colore violaceo, sono in perenne ansia per il figlio e mandano a lui dei regali affinché non gli vengano attacchi di nostalgia. Ma alla fine della serie compariranno anche loro.

## I Mecha
Disco Hottoke: Gigantesco robot che accorre in caso di pericolo, è una sorta di palla occhialuta con due ali e due gambe. Nel suo hangar ha tre unità che escono a seconda dell'esigenza e dell'episodio. Spara anche le "Sfere di Sirio", spettacolari sfere che trasportano i nostri amici in mondi impensabili, come ad esempio il Giappone feudale, il Sahara oppure le Montagne Rocciose canadesi. A partire dalla seconda serie, le sfere cambieranno e invece di "Sfere di Sirio" sparerà le "Sfere di Soccorso", sfere che contengono qualsiasi tipo di elemento naturale che viene usato contro i fratelli Piovra al fine di aiutare Takoro ad evocare Muteking.
Saizans: Unità per le missioni terrestri, è un carro armato capace di trasformarsi in un jet supersonico. Ha l'aspetto di un coccodrillo con un corpo ed un corno da rinoceronte.
Conchutter: Unità per le missioni aeree, è un aereo la cui forma ricorda molto un insetto.
Meditain: Unità per le missioni acquatiche, può avere funzione sia di aereo che di sottomarino. Spara delle bolle speciali dalla bocca che intrappolano l'avversario e, come forma, ricorda molto un piranha.
Tokagettel: Bizzarro robot dalla forma di lucertola che viene inviato per aiutare Takoro, ma è così debole che o si inventa delle scuse per non intervenire o viene puntualmente sconfitto dai fratelli Piovra.
Il Mostro di Gomma: Mostro che parte dall'aeromezzo dei Fratelli Piovra (e che poi saranno loro stessi sfruttando al massimo il potere della metamorfosi), ha la particolarità di essere fatto con una gomma speciale, ma non basta per battere Muteking. Nell'episodio 18 il Mostro di Gomma passerà ad essere una versione Piovra di Disco Hotoke con tanto di unità nell'hangar e di un Tokagettel-salamandra.

## La prima e la seconda parte dell'anime
L'anime si compone di due parti: la prima parte, ambientata in America, dura dal primo al trentaduesimo episodio e in questa parte si vedono le varie particolarità tipiche del mondo occidentale (negozi con insegne luminose, scritte inneggianti alla musica disco, gente con i pattini a rotelle molto in voga in quel periodo). Nella seconda parte Koaru ha ricevuto, come premio, un trasferimento a Tokyo, in Giappone, dove i nostri amici resteranno sino alla fine del cartone.

## Sigla italiana
La sigla italiana dal titolo "Muteking" è stata incisa da I Condors.

## Episodi
| Nº | Titolo italiano Giapponese 「Kanji」 - Rōmaji                                                     | In onda           | In onda |
| Nº | Titolo italiano Giapponese 「Kanji」 - Rōmaji                                                     | Giapponese        |         |
| 1  | Uno strano aiuto sceriffo 「とんで出動!ムテキング」 - tonde shutsudō! mutekingu                   | 7 settembre 1980  |         |
| 2  | Operazione maniglia 「ふしぎなつり革大騒動」 - fushiginatsuri kawa oosōdō                         | 14 settembre 1980 |         |
| 3  | Mangia e rimangia 「食前食後にまた食べろ」 - shokuzen shokugo nimata tabe ro                      | 21 settembre 1980 |         |
| 4  | Il falso terremoto 「ニセ情報で征服だ」 - nise jōhō de seifuku da                                 | 28 settembre 1980 |         |
| 5  | Tutti al mare 「大波小波で大洪水」 - oonami konami de daikōzui                                    | 5 ottobre 1980    |         |
| 6  | L'astrologia colpisce ancora 「ヘンテコ身の上相談」 - henteko minōe sōdan                         | 12 ottobre 1980   |         |
| 7  | La diabolica operazione baseball 「でたらめ野球0対0」 - detarame yakyū 0 tai 0                    | 19 ottobre 1980   |         |
| 8  | Panico nella giungla 「ジャングル大パニックだ」 - janguru dai panikku da                          | 26 ottobre 1980   |         |
| 9  | Operazione divertimento 「遊べ遊べみんな遊べ!」 - asobe asobe minna asobe!                        | 2 novembre 1980   |         |
| 10 | L'allineamento catastrofico 「タコは宇宙の大魔王?」 - tako ha uchū no daimaō?                     | 9 novembre 1980   |         |
| 11 | Il pericolo tecnologico 「驚き!地球はロボットだらけ」 - odoroki! chikyū ha robotto darake         | 16 novembre 1980  |         |
| 12 | Un castello affollato 「出た!クロダコ屋敷の大怪人」 - deta! kurodako yashiki no dai kaijin        | 23 novembre 1980  |         |
| 13 | La caccia al tesoro 「みんなここ掘れ!宝が眠る」 - minnakoko hore! takara ga nemuru                | 30 novembre 1980  |         |
| 14 | L'amore è più forte 「新ヒーロー?女性ムテキング」 - shin hiro? josei mutekingu                    | 7 dicembre 1980   |         |
| 15 | Il letargo 「雪やコンコンみんなで冬眠」 - yuki ya konkon minnade tōmin                            | 14 dicembre 1980  |         |
| 16 | La pioggia letale 「新説!雨にぬれれば人間蒸発」 - shinsetsu! ame ninurereba ningen jōhatsu        | 21 dicembre 1980  |         |
| 17 | La pigrizia è una brutta cosa 「車で楽すりゃ人間どうなる?」 - kuruma de tanosu rya ningen dōnaru? | 28 dicembre 1980  |         |
| 18 | Balla che ti passa 「お祭りワッショイ!みな踊れ」 - o matsuri wasshoi! mina odore                  | 4 gennaio 1981    |         |
| 19 | Il casco del perfetto secchione 「クロダコの満点ヘルメット」 - kurodako no manten herumetto       | 11 gennaio 1981   |         |
| 20 | La musica popolare 「人気絶頂!クロダコサウンド」 - ninkizecchō! kurodakosaundo                    | 18 gennaio 1981   |         |
| 21 | Il circo degli inganni 「爆笑!クロダコ大サーカス」 - bakushō! kurodako dai sakasu                 | 25 gennaio 1981   |         |
| 22 | La giungla d'asfalto 「迷路!大人も子供もみな迷子」 - meiro! otona mo kodomo momina maigo          | 1º febbraio 1981  |         |
| 23 | La pietra della felicità 「幸運をひらくタコ星の石」 - kōun wohiraku tako hoshi no ishi            | 8 febbraio 1981   |         |
| 24 | La maratona 「タコローの根性マラソン」 - takoro no konjō marason                                  | 15 febbraio 1981  |         |
| 25 | Takoro e le arti marziali 「風雲!イーグル山の大決闘」 - fūun! iguru yama no dai kettō             | 22 febbraio 1981  |         |
| 26 | Una questione di macchine 「絶交だよホットケソーサー」 - zekkō dayo hottokesosa                   | 1º marzo 1981     |         |
| 27 | Il paradiso terrestre 「実現!クロダコのユートピア」 - jitsugen! kurodako no yutopia               | 8 marzo 1981      |         |
| 28 | Pic-nic con sorpresa 「ようこそ!クロダコ竜宮城」 - yōkoso! kurodako ryūgū shiro                   | 15 marzo 1981     |         |
| 29 | Il viaggio spaziale 「成功!クロダコの月面征服」 - seikō! kurodako no getsumen seifuku             | 22 marzo 1981     |         |
| 30 | La madre di Michi 「さよならミッチー」 - sayonara micchi                                          | 29 marzo 1981     |         |
| 31 | Tokomi ci prova 「ああ悲恋!タコミの純愛」 - aa hiren! takomi no jun'ai                            | 5 aprile 1981     |         |
| 32 | La delegazione spaziale 「再起不能!?クロダコ完敗」 - saikifunō!? kurodako kanpai                  | 12 aprile 1981    |         |
| 33 | Trasloco 「いくぞ日本!大移動」 - ikuzo nippon! daiidō                                             | 19 aprile 1981    |         |
| 34 | La vergogna di arrivare ultimi 「白銀ファミリー大レース」 - hakugin famiri dai resu               | 26 aprile 1981    |         |
| 35 | Pascoli selvaggi 「生か死か!?OK牧場の死闘」 - ika shi ka!?OK bokujō no shitō                      | 3 maggio 1981     |         |
| 36 | Camion 「スリル!恐怖のトラック野郎」 - suriru! kyōfu no torakku yarō                              | 10 maggio 1981    |         |
| 37 | Takoro si arruola 「堂々オープン!タコロー警察」 - dōdō opun! takoro keisatsu                      | 17 maggio 1981    |         |
| 38 | Piccolo Takoro cresce 「ややや?タコローのお母さん」 - yayaya? takoro noo kaasan                   | 24 maggio 1981    |         |
| 39 | Una gita in barca 「大もうけ!?クロダコの月面征服」 - oomo uke!? kurodako no getsumen seifuku      | 31 maggio 1981    |         |
| 40 | La corsa delle lettighe 「ケンカおみこし大混戦」 - kenka omikoshi daikonsen                       | 7 giugno 1981     |         |
| 41 | La gara delle mongolfiere 「飛べ飛べ気球!大レース」 - tobe tobe kikyū! dai resu                   | 14 giugno 1981    |         |
| 42 | I fumetti di Takoro 「バカうけ?タコロー紙芝居」 - baka uke? takoro kamishibai                     | 21 giugno 1981    |         |
| 43 | Un furto esplosivo 「大空に咲け!人情花火」 - oozora ni sake! ninjō hanabi                         | 28 giugno 1981    |         |
| 44 | Speculazione edilizia 「大特売!クロダコマンション」 - dai tokubai! kurodakomanshon                | 5 luglio 1981     |         |
| 45 | Un treno in ... pensione 「涙!下町電車の引退」 - namida! shitamachi densha no intai               | 12 luglio 1981    |         |
| 46 | Il mostro dello stagno 「華麗!クロダコの夏休み」 - karei! kurodako no natsuyasumi                 | 19 luglio 1981    |         |
| 47 | La pesca 「釣り師タコロー」 - tsuri shi takoro                                                    | 26 luglio 1981    |         |
| 48 | Il mantello magico 「パンダが消えた透明マント」 - panda ga kie ta tōmei manto                     | 2 agosto 1981     |         |
| 49 | Siamo tutti artisti 「芝居小屋の灯を消すな」 - shibai koya no tomoshibi wo kesu na                | 9 agosto 1981     |         |
| 50 | La fidanzata di papà 「感動!クロダコ涙の親孝行」 - kandō! kurodako namida no oyakōkō              | 16 agosto 1981    |         |
| 51 | Il giro delle 34 porte 「初恋!タコサク純情物語」 - hatsukoi! takosaku junjō monogatari            | 23 agosto 1981    |         |
| 52 | Luna amica 「和解!クロダコのSOS」 - wakai! kurodako no SOS                                        | 30 agosto 1981    |         |
| 53 | Videogiochi 「ムテキンゲームの必勝法」 - mutekingemu no hisshōhō                                  | 6 settembre 1981  |         |
| 54 | La squadra di soccorso 「レスキュー隊嵐の対決!」 - resukyu tai arashi no taiketsu!                | 13 settembre 1981 |         |
| 55 | La quarta dimensione 「大追跡!テレポテチューブ」 - daitsuiseki! terepotechubu                     | 20 settembre 1981 |         |
| 56 | L'avventura finisce? 「これで見おさめ!大決戦」 - korede mio same! dai kessen                      | 27 settembre 1981 |         |

## Doppiaggio
| Personaggio       | Doppiatore italiano |
| ----------------- | ------------------- |
| Lin/Muteking      | Oreste Baldini      |
| Takoro            | Gastone Pescucci    |
| Sonny             | Oliviero Dinelli    |
| Takokiki          | Claudio Trionfi     |
| Takomaru          | Willy Moser         |
| Takosaku          | Riccardo Garrone    |
| Takomi            | Laura Boccanera     |
| Miki (Miyuki)     | Antonella Baldini   |
| Johnny            | Riccardo Rossi      |
| Sorella di Johnny | Fabrizia Castagnoli |
| Horokoru          | Corrado Conforti    |
| Nubon             | Roberto Del Giudice |
| Professore        | Willy Moser         |
| Disco-Toke        | Dario De Grassi     |
| Kamishiberu       | Riccardo Rossi      |
| Toka-Jetter       | Anna Teresa Eugeni  |
| L'intermezzo      | Elio Pandolfi       |

## Curiosità
- Lo stile della serie è un ampio rifacimento al canovaccio delle serie Time Bokan, anch'esse prodotte dalla Tatsunoko.
- Muteking appare come guest-star nel terzo episodio dell'anime Namiuchigiwa no Muromi-san.
- Nel dodicesimo episodio di Gigi la trottola, Gigi e Salomone guardano Muteking in televisione (guardano il dodicesimo episodio della serie).
- Muteking doveva essere un personaggio utilizzabile nel videogioco Tatsunoko vs. Capcom: Ultimate All Stars, ma venne successivamente scartato.